# فيجيلانتي (مسلسل)
فيجيلانتي (بالكورية: 비질란테) هو مسلسل كوري جنوبي، من بطولة نام جو هيوك، يو جي تاي، لي جون هيوك، كيم سو-جين. مبني على الويبتون الذي يحمل نفس الاسم، صدرت اول حلقتين على ديزني+ في 8 نوفمبر 2023، تم اصدار حلقتين كل ايام الأربعاء.
تم التأكيد على أن الموسم الثاني قيد الإنتاج.

## القصة
عندما كان كيم جي-يونغ (نام جو-هيوك) طفلاً، تعرضت والدته للضرب حتى الموت على يد سفاح دون سبب في الشارع. تلقى السفاح فقط 3 سنوات ونصف في السجن. أصبح جي-يونغ بالغًا الآن ويرى أن قاتل والدته لم يتغير على الإطلاق. يأخذ الأمور على عاتقه ويضربه بوحشية.
منذ ذلك الحين، بدأ جي-يونغ في عيش حياتين مختلفتين تمامًا. خلال أيام الأسبوع، هو طالب متدرب في جامعة الشرطة، لكنه يعاقب خلال عطلة نهاية الأسبوع المجرمين الذين صدرت بحقهم أحكام مخففة تبعث على السخرية ويستمرون في ارتكاب أفعال إجرامية. يُطلق على جي يونغ الآن اسم فيجالانتي ويتلقى المساعدة من غو جانج-أوك (لي جون-هيوك) الذي يعجب به. في هذه الأثناء، يطارد غو-هيون (يو جي-تاي)، وهو قائد فريق تحقيق الشرطة، الرجل الذي يُدعى فيجالانتي. تشوي مي-ريو (كيم سو-جين)، مراسلة في محطة إذاعية وتغطي فيجالانتي.

## الإنتاج
في سبتمبر 2019 ، أعلن استوديو إن عن خطته لإعادة إنتاج الويبتون فيجلانتي الذي ألفه كيم جيو سام إلى فيلم. ولكن في أبريل 2022 ، تم اختيار نام جو هيوك للعب الدور الرئيسي مع تاكيده كمسلسل.

## الإصدار
تم إصدار حلقتين كل اربعاء على ديزني+ بمجموع 8 حلقات اعتبارا من 8 نوفمبر 2023.

## روابط خارجية
- الموقع الرسمي
 (بالكورية)
- فيجيلانتي على موقع IMDb (الإنجليزية)
- فيجيلانتي على موقع قاعدة بيانات الفيلم (الإنجليزية)
- فيجيلانتي على هانسينما